# 妖精姫レーン
『妖精姫レーン』（ようせいひめレーン）は、1995年10月27日に発売されたOVA作品。全2巻。

## 概要
大地丙太郎が『ナースエンジェルりりかSOS』と同時期に監督した作品である。本来全3巻で計画されていたが、諸般の事情から2巻目（1996年1月26日発売）までしかリリースされていない。2巻に収録されている3巻の予告はでっち上げだと、後に大地監督自ら語っている。
暴走するエキセントリックな登場人物を複数配する構成は、その後の大地監督によるギャグ作品の原点ともいうべきものである。

## ストーリー
倉鎌市に住む宝田ゴウはトレジャーハンターを夢見る高校生。ある日、レーンという妖精と遭遇する。レーンとは全く意思疎通ができていないにもかかわらず、ゴウは勝手な思い込みでレーンの語る言葉に秘宝「四つの神像」の在処が隠されていると信じて宝探しを始める。一方倉鎌市に一大レジャーランドの建設を企図していた天才高校生・全集院タクマは、ゴウのエスカレートする宝探しの巻き添えを被ることになってしまう。

## 登場人物
宝田ゴウ（たからだゴウ ）
トレジャーハンターを夢見る高校生。お宝のためならば授業をサボることも辞さない。グライダーやエアポンプなどの道具を常に携えている。自宅にはジャンル問わず多種多様な模型が飾ってある。レーンを「妖精ちゃん」と呼ぶ。
父の職業は考古学者。幼い頃より考古学者としての英才教育を受けていたらしい。
レーン・ツェパニコーラス
ゴウの目の前に突如として現れた妖精。大きさは妖精の例に漏れず、手のひらに軽く収まるほど。たびたび支離滅裂に羅列した日本語を呪文の如く口にするのだが、これでも本人は意思疎通を試みているつもりらしい。脈絡のない単語を発することもしばしば。
最初は裸だったが、ゴウが美少女フィギュアから拝借した衣装で身を包むことになる。
夢乃館真理（ゆめのかたまり）
ゴウのクラスメイトにして幼馴染。夢乃館財団の令嬢。昔から自由奔放な彼に振り回されていることを不満に思う。
リーン・キャミ・クーニョ
真理の前に現れた二人目の妖精。本人曰く、レーンを抹殺するために妖精の国から来たらしい。
彼女の服は水に濡れると溶けて消滅するが、いわゆる「変身のおまじない」のようなもので再生が可能。
宝田ゴウの姉ら
容姿はほぼ同じだが、性格はまるで違う。全員で7人確認できる。
宝田水姫（みずき）
神社で巫女（用心棒も兼任）のバイトをしており、木製の薙刀を振るう。冷めた性格をしている。百合の髪飾りをしている。
宝田夏姫（なつき）
消防庁特務課に勤める。男勝りで熱血な性格をしており、昔はガキ大将の座に座っていたらしい。黄色いコスモスの髪飾りをしている。
宝田春姫（はるき）
夢乃館財団管制室室長を務め、地方弁によるタクマとの意思疎通が可能な数少ない人物。真理とは旧知の仲で彼女には妹のように接していた。いたって普通の女の子な性格。桜の髪飾りをしている。
宝田冬姫（ふゆき）
留守番電話にて辛うじて存在が確認できる。
宝田一姫（かずき）、宝田由姫（ゆき）、宝田沙姫（さき）
「NATURE'S（ネイチャーズ）」という音楽グループで活動する3人組。
全集院タクマ（ぜんしゅういんタクマ）
声 - 堀川亮
夢乃館財団事業本部に勤務する高校生で、恐ろしい程に訛った地方弁を話す。夢乃館財団の巨大プロジェクト「サラマンダー計画」を指揮し、万蔵からは天才と称されている。
常に凛とした振る舞いを保つよう努める。保持力の無い前髪に悩まされている様子。真理に好意を寄せている。
夢乃館万蔵（ゆめのかたまんぞう）
「夢乃館財団」の当主。成金と囁かれ当人も自覚しているものの、軽く受け止めている。
課長
夏姫の上司。おねえ気質がある。
小西
夢乃館家に仕える執事。巨漢な外見通りの力持ち。本作の締めくくりを彼が執り行う。

## 登場メカ
機動メカ・セイジ
消防庁特務課が保有するマシン。中央に大型ファンを搭載し、ホバリングを難なくこなす。また、マニピュレーターがせり出る「サルベージモード」という機能をもつ。第2話の冒頭に量産型らしき白い機体が数機登場する。
パイロットは宝田夏姫。

## スタッフ
- 監督 - 大地丙太郎
- 脚本 - やまざき大志
- キャラクターデザイン・作画監督 - 舛舘俊秀
- デザインワークス - 山崎健志
- 美術監督 - 原田謙一
- 色彩設定 - 照屋美和子
- 撮影監督 - 斎藤秋男
- 音楽 - 山本はるきち
- 音響監督 - 田中一也
- 音響プロデューサー - 飯塚康一
- プロデューサー - 望月正雄、高野顕
- アニメーション制作 - DANGUN PICTURES
- 製作 - ケイエスエス

## 声の出演
- 宝田ゴウ - 山寺宏一
- レーン・ツェパニコーラス - 高橋美紀
- 夢乃館真理 - こおろぎさとみ
- リーン・キャミ・クーニョ - 久川綾
- 宝田ゴウの姉ら - 岩坪理江
- 全集院タクマ - 堀川亮
- 夢乃館万蔵 - 小村哲生
- 課長 - 高木渉
- 小西 - 石井康嗣
- レッドフェニックスの音声 - ショッカーO野

## 主題歌
エンディングテーマ「断然!ベクトルパワー」
作詞 - 大地丙太郎 / 作曲 - TSUKASA / 編曲 - 斉藤かんじ / 歌 - AKKO

## エピソードリスト
1. お宝コケたらみなコケた（A RECKLESSNESS TREASURE BOY）
2. お風呂が空をとんでいた（A BURST BIRTHDAY IN HOT SPRING）